# Coryphopterus
Coryphopterus – rodzaj ryb  z  rodziny babkowatych.

## Klasyfikacja
Gatunki zaliczane do tego rodzaju:

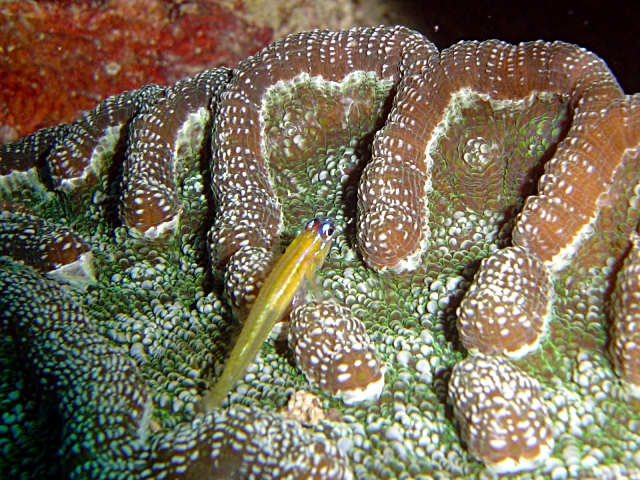
Coryphopterus alloides
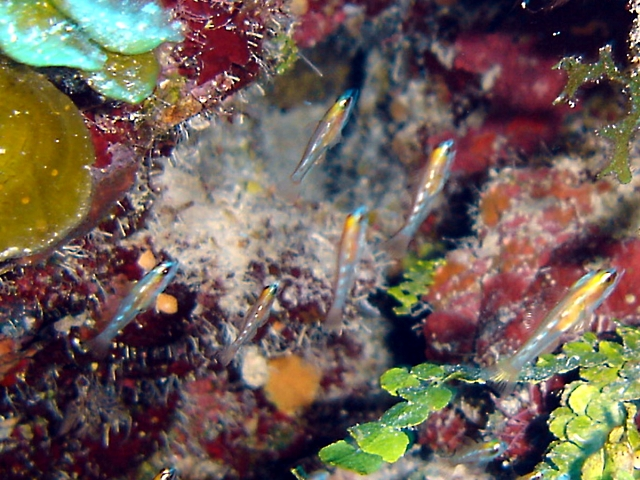
Coryphopterus dicrus
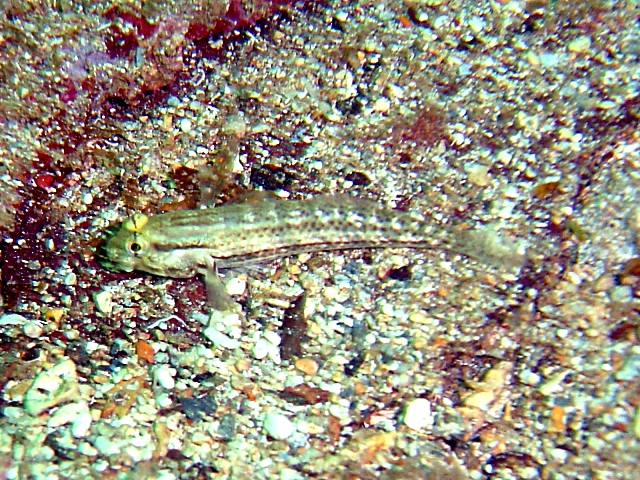
Coryphopterus eidolon
- Coryphopterus glaucofraenum
- Coryphopterus hyalinus
- Coryphopterus kuna
- Coryphopterus lipernes
- Coryphopterus personatus
- Coryphopterus punctipectophorus
- Coryphopterus thrix
- Coryphopterus tortugae
- Coryphopterus urospilus
- Coryphopterus venezuelae

- Coryphopterus lipernes
- Coryphopterus personatus
- Coryphopterus punctipectophorus